# Glaciar Steffen
El glaciar Steffen es un glaciar localizado en el extremo sur del campo de Hielo Norte en la Región de Aysén, Chile. Da origen al río Huemules (Steffen).
El glaciar genera varios lagos vulnerables a un brusco vaciamiento de sus aguas debido al debilitamiento y quiebra de las paredes de hielo que contienen la masa de agua, una Inundación por desborde violento de lago glaciar. Por esa razón se ha establecido un monitoreo.
Lleva su nombre en honor al explorador de la zona Hans Steffen.